# Jean Thissen
Jean Thissen (Ensival, 21 april 1946) is een voormalig voetballer uit België, die na zijn actieve loopbaan voetbaltrainer werd.

## Carrière
Jean Thissen groeide op in Ensival, waar hij zich op 11-jarige leeftijd aansloot bij het plaatselijke FC Ensival. Hij ruilde de bescheiden club in 1964 in voor Standard Luik. De 18-jarige verdediger viel toen al op door zijn gewicht en indrukwekkende kracht. De sterke linksachter vormde samen met spelers als Jacques Beurlet, Nico Dewalque en Léon Jeck de bikkelharde verdediging van de Rouches. In zowel 1966 als 1967 won Standard de beker. Thissen speelde enkel mee in de finale van 1967. Twee jaar na de laatste bekerzege werd Standard, onder leiding van middenvelder Wilfried Van Moer, ook landskampioen. De Rouches grepen in die periode de macht in het Belgische voetbal. Ook de twee volgende seizoenen werden Thissen en zijn ploegmaats telkens kampioen.
In 1974 haalde Constant Vanden Stock zowel Thissen als Erwin Vandendaele naar RSC Anderlecht. Vandendaele, die bij Club Brugge speelde, maakte net als Thissen deel uit van de verdediging van de nationale ploeg. De twee overige verdedigers, Gilbert Van Binst en Hugo Broos, maakten al deel uit van Anderlecht, waardoor Vanden Stock midden jaren 70 over de volledige defensie van de Rode Duivels beschikte. Thissen werd als linksachter ook een vaste waarde bij paars-wit, met wie hij in 1975 en 1976 telkens de beker veroverde. In beide finales werd de positie van linksachter niet door Thissen maar Jean Dockx ingevuld.
In het seizoen 1975/76 bereikte Anderlecht ook de finale van de Europacup II. Anderlecht was nochtans slecht aan de Europese campagne begonnen. Het verloor met 1-0 van Rapid Boekarest na een eigen doelpunt van Thissen. In de finale tegen West Ham United zette Anderlecht een 0-1-achterstand om in een 4-2 zege via doelpunten van Rob Rensenbrink en François Van der Elst. Thissen speelde de volledige wedstrijd, ondanks een inspuiting in de kuit. Ook in 1977 stond Anderlecht in de finale van de Europacup II. Ditmaal verloor paars-wit met 2-0 van HSV. In 1978 bereikte Anderlecht voor het derde jaar op rij de finale. Anderlecht blikte Austria Wien in met 4-0 en mocht zo zijn tweede Europese beker in ontvangst nemen.
In 1979 kreeg Thissen een contractvoorstel voor een jaar. Hij tekende niet bij en besloot zijn carrière af te bouwen bij vierdeklasser RCS Verviétois. In 1983 zette de linksachter een punt achter zijn spelerscarrière.

### Nationale ploeg
Op 10 januari 1968 maakte Thissen onder selectieheer Constant Vanden Stock en bondscoach Raymond Goethals zijn debuut voor het Belgisch voetbalelftal. Hij moet toen meespelen in een vriendschappelijk duel tegen Israël. België won met 0-2.
Twee jaar mocht de linksachter van Standard ook mee naar het WK in Mexico. Thissen speelde elke wedstrijd op het toernooi, dat overschaduwd werd door de heimwee van sommige spelers. Het team van Goethals overleefde de groepsfase niet. In 1972 wisten de Belgen zich voor de kwartfinale van het Europees kampioenschap te plaatsen. In de kwartfinale, die toen nog bestond uit een heen- en terugwedstrijd en nog geen deel uitmaakte van het eindtoernooi, namen de Duivels het op tegen Italië. Thissen stonden beide wedstrijden in de basis en zag hoe België de Italianen uitschakelden. Nadien mochten de Duivels in eigen land deelnemen aan de halve finales. Daarin verloor België met 2-1 van West-Duitsland. In de troostfinale versloegen de Duivels Hongarije met dezelfde score.
Op 18 november 1973 nam België het op tegen Nederland. Het was de laatste kwalificatiewedstrijd voor het WK 1974. Bij winst zouden de Belgen naar het WK gaan. In de derby der Lage Landen werd een doelpunt van Jan Verheyen in de laatste minuut afgekeurd wegens buitenspel. Het bleef uiteindelijk 0-0, waardoor Nederland op basis van het doelsaldo naar het WK mocht. België, dat tijdens de hele kwalificatiewedstrijd geen enkel doelpunt had geïncasseerd, bleef thuis.
Op 26 oktober 1977 speelde Thissen onder bonscoach Guy Thys zijn laatste interland. Het ging om een WK-kwalificatiewedstrijd tegen opnieuw Nederland. Oranje won met het kleinst mogelijke verschil: 1-0.
| Interlands van Jean Thissen voor België | Interlands van Jean Thissen voor België | Interlands van Jean Thissen voor België | Interlands van Jean Thissen voor België | Interlands van Jean Thissen voor België | Interlands van Jean Thissen voor België |
| №                                       | Datum                                   | Wedstrijd                               | Uitslag                                 | Competitie                              | Goals                                   |
| --------------------------------------- | --------------------------------------- | --------------------------------------- | --------------------------------------- | --------------------------------------- | --------------------------------------- |
| 1                                       | 10 Jan 1968                             | Israël – België                         | 0–2                                     | Oefeninterland                          |                                         |
| 2                                       | 07 Apr 1968                             | Nederland – België                      | 1–2                                     | Oefeninterland                          |                                         |
| 3                                       | 24 Apr 1968                             | Sovjet-Unie – België                    | 1–0                                     | Oefeninterland                          |                                         |
| 4                                       | 19 Jun 1968                             | Finland – België                        | 1–2                                     | WK-kwalificatie                         |                                         |
| 5                                       | 09 Oct 1968                             | België – Finland                        | 6–1                                     | WK-kwalificatie                         |                                         |
| 6                                       | 16 Oct 1968                             | België – Joegoslavië                    | 3–0                                     | WK-kwalificatie                         |                                         |
| 7                                       | 11 Dec 1968                             | Spanje – België                         | 1–1                                     | WK-kwalificatie                         |                                         |
| 8                                       | 23 Feb 1969                             | België – Spanje                         | 2–1                                     | WK-kwalificatie                         |                                         |
| 9                                       | 16 Apr 1969                             | België – Mexico                         | 2–0                                     | Oefeninterland                          |                                         |
| 10                                      | 19 Oct 1969                             | Joegoslavië – België                    | 4–0                                     | WK-kwalificatie                         |                                         |
| 11                                      | 05 Nov 1969                             | Mexico – België                         | 1–0                                     | Oefeninterland                          |                                         |
| 12                                      | 25 Feb 1970                             | België – Engeland                       | 1–3                                     | Oefeninterland                          |                                         |
| 13                                      | 03 Jun 1970                             | België – El Salvador                    | 3–0                                     | WK-eindronde                            |                                         |
| 14                                      | 06 Jun 1970                             | België – Sovjet-Unie                    | 1–4                                     | WK-eindronde                            |                                         |
| 15                                      | 11 Jun 1970                             | Mexico – België                         | 1–0                                     | WK-eindronde                            |                                         |
| 16                                      | 15 Nov 1970                             | België – Frankrijk                      | 1–2                                     | Oefeninterland                          |                                         |
| 17                                      | 25 Nov 1970                             | België – Denemarken                     | 2–0                                     | EK-kwalificatie                         |                                         |
| 18                                      | 03 Feb 1971                             | België – Schotland                      | 3–0                                     | EK-kwalificatie                         |                                         |
| 19                                      | 17 Feb 1971                             | België – Portugal                       | 3–0                                     | EK-kwalificatie                         |                                         |
| 20                                      | 20 May 1971                             | Luxemburg – België                      | 0–4                                     | Oefeninterland                          |                                         |
| 21                                      | 26 May 1971                             | Denemarken – België                     | 1–2                                     | EK-kwalificatie                         |                                         |
| 22                                      | 29 Apr 1972                             | Italië – België                         | 0–0                                     | EK-kwalificatie                         |                                         |
| 23                                      | 13 May 1972                             | België – Italië                         | 2–1                                     | EK-kwalificatie                         |                                         |
| 24                                      | 18 May 1972                             | België – IJsland                        | 4–0                                     | WK-kwalificatie                         |                                         |
| 25                                      | 22 May 1972                             | België – IJsland                        | 4–0                                     | WK-kwalificatie                         |                                         |
| 26                                      | 14 Jun 1972                             | België – West-Duitsland                 | 1–2                                     | EK-eindronde                            |                                         |
| 27                                      | 17 Jun 1972                             | België – Hongarije                      | 2–1                                     | EK-eindronde                            |                                         |
| 28                                      | 04 Oct 1972                             | Noorwegen – België                      | 0–2                                     | WK-kwalificatie                         |                                         |
| 29                                      | 19 Nov 1972                             | België – Nederland                      | 0–0                                     | WK-kwalificatie                         |                                         |
| 30                                      | 18 Apr 1973                             | België – Duitse Democratische Republiek | 3–0                                     | Oefeninterland                          |                                         |
| 31                                      | 18 Nov 1973                             | Nederland – België                      | 0–0                                     | WK-kwalificatie                         |                                         |
| 32                                      | 17 Apr 1974                             | België – Polen                          | 1–1                                     | Oefeninterland                          |                                         |
| 33                                      | 01 Jun 1974                             | België – Schotland                      | 2–1                                     | Oefeninterland                          |                                         |
| 34                                      | 26 Oct 1977                             | Nederland – België                      | 1–0                                     | WK-kwalificatie                         |                                         |

## Trainer
Na zijn spelerscarrière werd Thissen trainer. Zo was hij onder meer bondscoach van Gabon en Togo. In het turbulente seizoen 1999/00 was hij ook enkele maanden coach van zijn ex-club Standard Luik. Hij volgde toen interim-trainer Zvletko Mijac op, maar werd zelf nog voor het einde van het seizoen vervangen door Tomislav Ivić, die eerder al aan het seizoen was begonnen als coach van Standard.

## Erelijst
| Nationaal                             |    |                        |
| Belgisch kampioen                     | 3x | 1969, 1970, 1971       |
| Beker van België                      | 4x | 1966, 1967, 1975, 1976 |
| Trofee Jules Pappaert                 | 2x | 1971, 1977             |
| Nationale trofee voor sportverdienste | 1x | 1978                   |
| Europees                              |    |                        |
| Europacup II                          | 2x | 1976, 1978             |
| UEFA Super Cup                        | 2x | 1976, 1978             |